# پریاتدوزنت

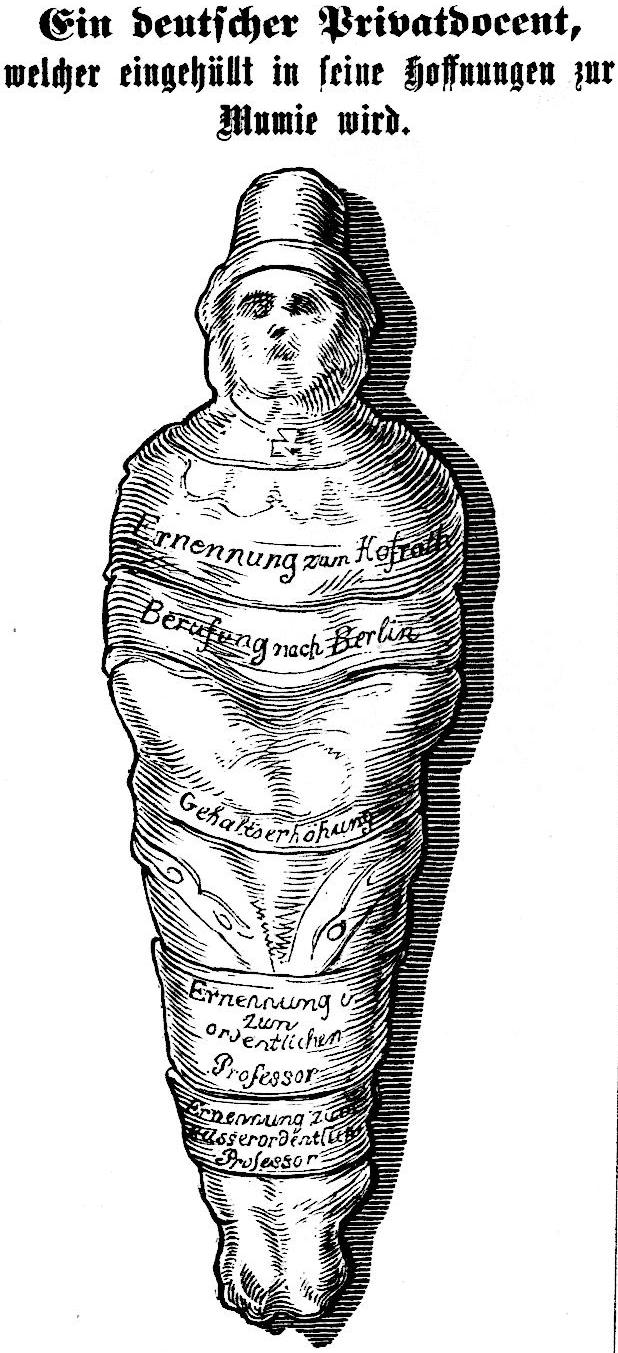
کاریکاتور یک Privatdozent از نشریه طنز آلمانی Fliegende Blätter (1848): "پریاتدوزنت آلمانی که به امیدهایش پیچیده شده، به مومیایی تبدیل می شود."

پریوات‌دوزنت (به آلمانی: Privatdozent) (برای مردان) یا پریوات‌دوزنتین (به آلمانی: Privatdozentin) (برای زنان)، که به اختصار PD، P.D. یا Priv.-Doz نامیده می‌شود، یک عنوان دانشگاهی است که در برخی از دانشگاه‌های اروپایی، به ویژه در کشورهای آلمانی زبان، به کسی اعطا می‌شود که دارای مدارک رسمی خاصی است که نشان‌دهنده توانایی (facultas docendi) و مجوز تدریس (venia legendi) یک موضوع مشخص در بالاترین سطح است. برای دریافت عنوان Priv.-Doz. توسط یک دانشگاه، گیرنده باید معیارهای تعیین شده توسط دانشگاه را برآورده کند که معمولاً مستلزم برتری در تحقیق، تدریس و آموزش بیشتر است. در کاربرد فعلی، این عنوان نشان می‌دهد که دارنده، شایستگی خود را تکمیل کرده و بنابراین مجوز تدریس و امتحان مستقل از دانشجویان را بدون داشتن استادی کامل (کرسی) دریافت کرده است. از نظر سطح دستاورد علمی، عنوان پریوات‌دوزنت قابل مقایسه با استادیار (آمریکای شمالی)، مدرس ارشد (بریتانیا) یا maître de conférences détenteur de l'habilitation à diriger des recherches (HDR) (فرانسه) است. با این حال، برخلاف استادیاران در آمریکای شمالی، عناوین PD همیشه به موقعیت‌های دانشگاهی دائمی مرتبط نیستند و همیشه نقش محقق اصلی را نشان نمی‌دهند.